# Saba University School of Medicine
De Saba University School of Medicine is een universiteit, gespecialiseerd in geneeskunde, die gevestigd is op het Nederlandse eiland Saba. De universiteit beschikt over een campus.
De studenten komen vooral uit Noord-Amerika. Om de titel Doctor of Medicine te behalen studeren zij eerst twintig maanden op de universiteit om vervolgens twee jaar verder te studeren aan Amerikaanse of Canadese ziekenhuizen, waar de universiteit een partnerrelatie mee onderhoudt.
De universiteit werd opgericht in 1986. Deze kreeg haar vergunning in 1989 en de eerste klas startte in 1993.